# Jean-Baptiste de Grateloup
Pour les articles homonymes, voir Grateloup.
Jean-Baptiste Grateloup ou de Grateloup, né le 15 février 1735 à Dax et mort le 18 février 1817 dans la même ville, est un graveur, un peintre, un émailleur et un dessinateur français.

## Biographie
Jean-Baptiste de Grateloup naît à Dax le 15 février 1735. Il est le troisième des dix enfants de Pierre Grateloup et Catherine Ducourneau. Il étudie chez les barnabites de Dax. Il devient dessinateur de parure et vendeur de pierres précieuses à Bordeaux. 
Il s'installe ensuite à Paris, où il effectue notamment à partir de 1865 des portraits de Jacques-Bénigne Bossuet, Jean-Baptiste Rousseau, René Descartes, Napoléon Ier, Adrienne Lecouvreur, John Dryden, Melchior de Polignac, Fénelon, Louis XV et Montesquieu. 
Il invente une nouvelle méthode de gravure très rapide qui consiste, sans burin, en un mélange d'aquatinte, de manière noire et de pointe sèche. Il se passionne également pour les mathématiques, la physique et l'optique : il améliore la lentille achromatique inventée par John Dollond. Il est membre de plusieurs sociétés savantes. Il se retire à Dax en 1803, où il prend la tête d'un cabinet de minéralogie et histoire naturelle. Il meurt le 18 février 1817 à quatre heures du matin.

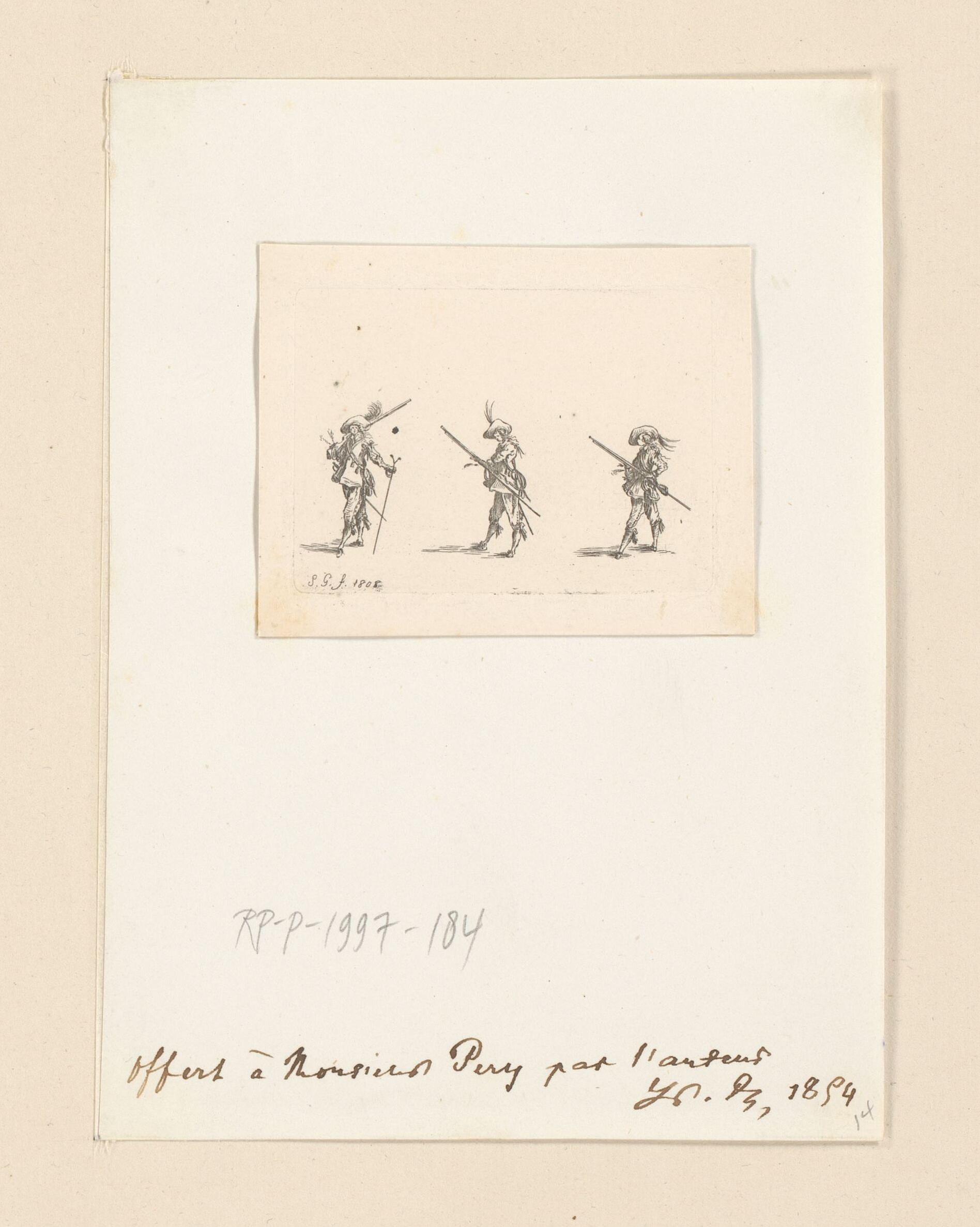
Trois soldats
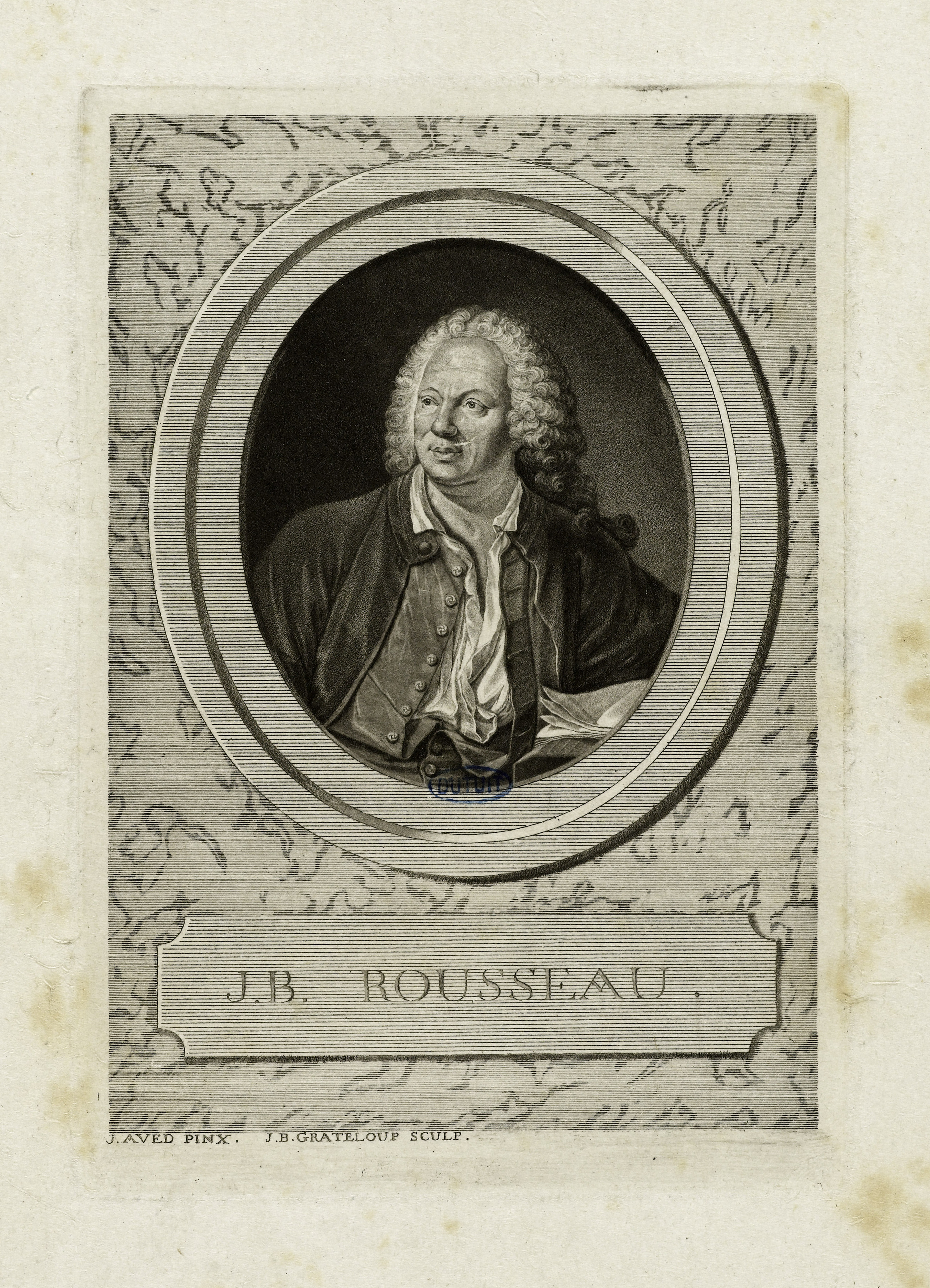
Jean-Baptiste Rousseau
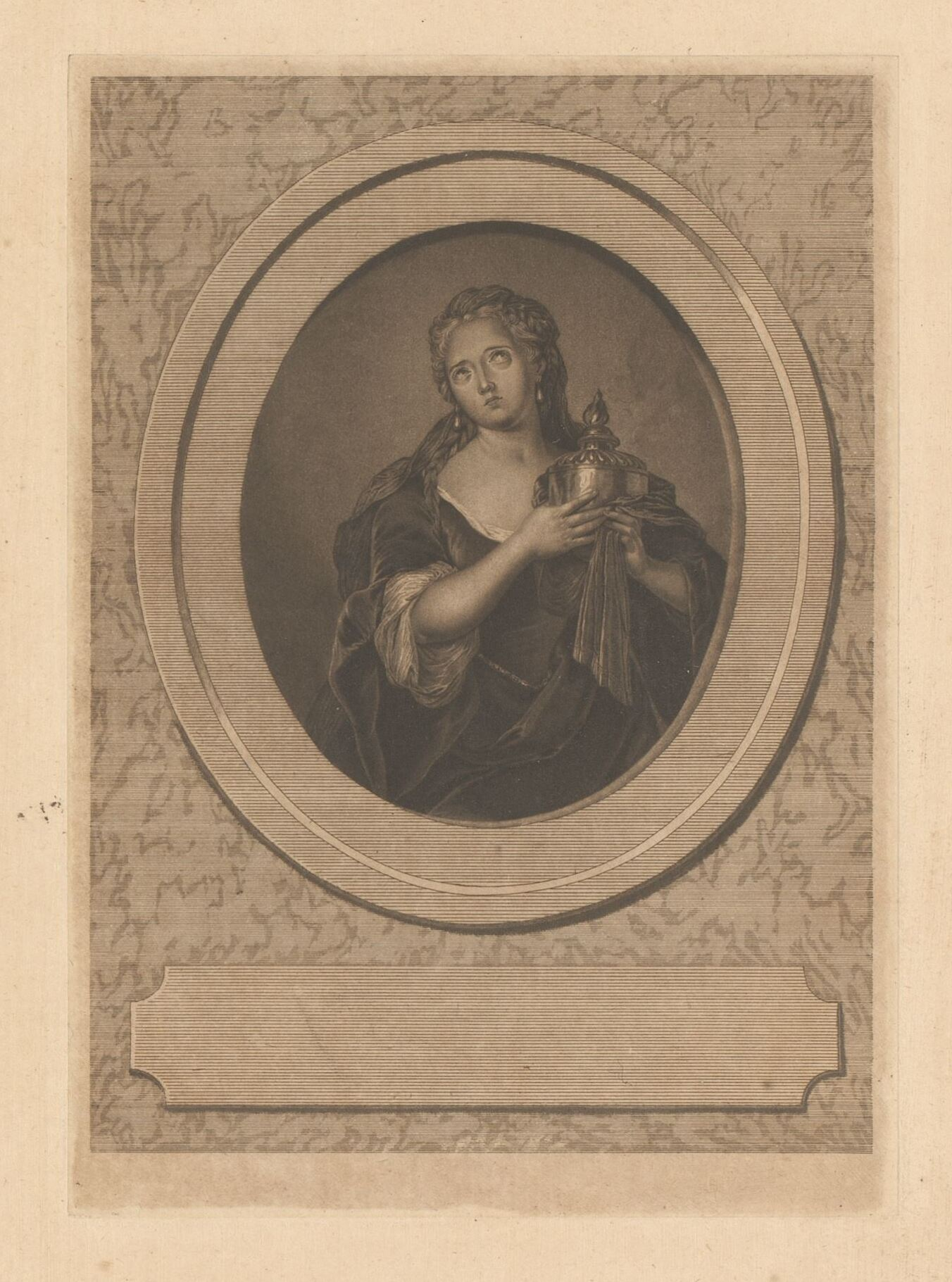
Adrienne Lecouvreur
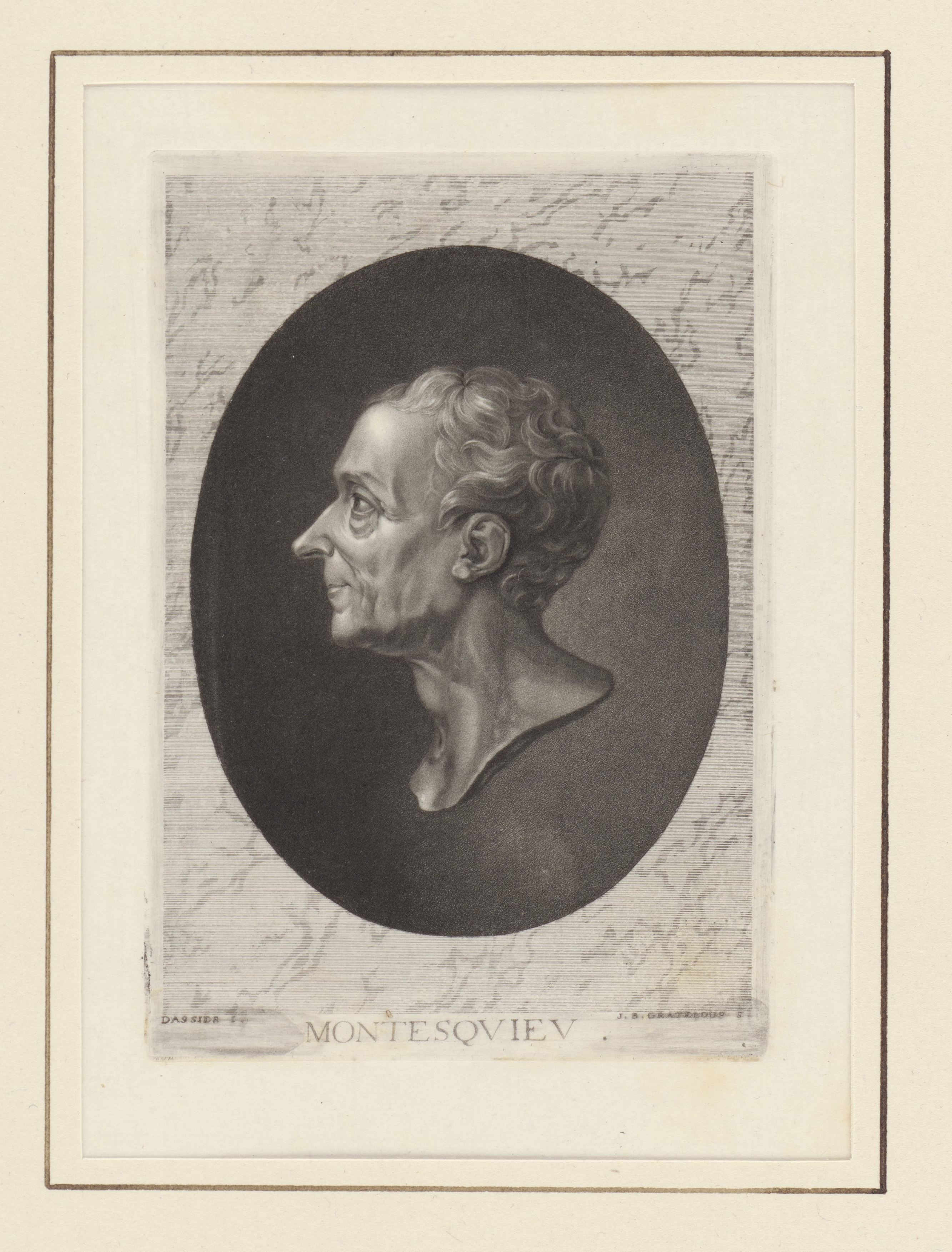
Montesqieu

## Œuvres écrites
- Mémoire sur l'Optique. Moyen de perfectionner les objectifs des lunettes achromatiques
- Catalogue raisonné de toutes les estampes qui forment les oeuvres gravées d'Étienne Ficquet.